# Уайт Бърд
Уайт Бърд (на английски: White Bird) е град в окръг Айдахо, щата Айдахо, САЩ. Уайт Бърд е с население от 106 жители (2000) и обща площ от 0,2 km². Намира се на 482 m надморска височина. ЗИП кодът му е 83554, а телефонният му код е 208.